# Caserne Lizé
La caserne Lizé, ou Quartier Lizé, baptisée à l’origine Artilleriekaserne I & II, est une ancienne caserne d’artillerie. Construite pendant l’annexion allemande, elle est située 30 ter rue Franiatte, à Montigny-lès-Metz.

## Contexte historique
Alors que Metz devient un point stratégique majeur de l’Empire allemand, l’état-major allemand poursuit les travaux de fortification entamés sous le Second Empire. De nombreuses casernes sont construites pour abriter la garnison allemande qui oscille entre 15 000 et 20 000 hommes au début de la période, et dépasse 25 000 hommes avant la Première Guerre mondiale. Dans cette pépinière de généraux, se côtoient des Bavarois aux casques à chenille, des Prussiens et des Saxons aux casques à pointe et aux uniformes vert sombre, ou encore des Hessois aux uniformes vert clair. Guillaume II, qui vient régulièrement dans la cité lorraine pour inspecter les travaux d’urbanisme et ceux des forts de Metz n’hésite pas à déclarer : « Metz et son corps d’armée constituent une pierre angulaire dans la puissance militaire de l’Allemagne, destinée à protéger la paix de l’Allemagne, voire de toute l’Europe. »

## Construction et aménagements

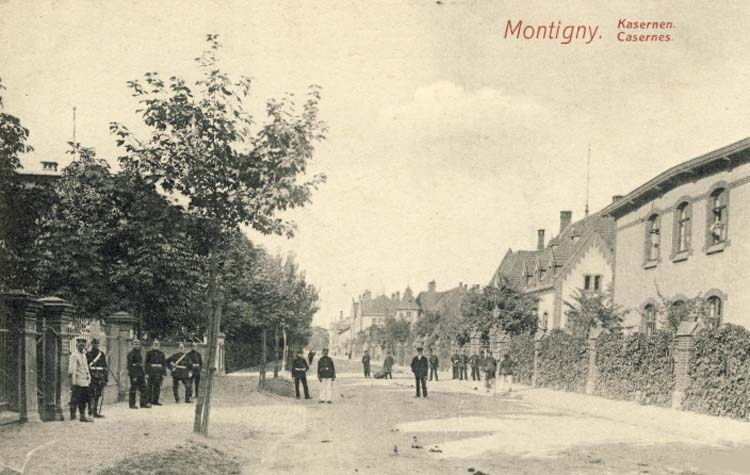
Lizé (gauche), Colin (droite), rue du général Franiatte, c.1900

La caserne Lizé est construite à la fin du XIXe siècle à Montigny-lès-Metz, pour y loger la garnison allemande qui s’est étoffée depuis la création du XVI. Armeekorps à Metz. À l’époque, elle est destinée à l’infanterie. Les bâtiments, des casernes, des entrepôts et des hangars, couvrent une superficie de 9 hectares.

## Affectations successives
Les bâtiments servent de lieu de casernement pour les troupes du XVIe Armeekorps jusqu’en 1919. La caserne, rebaptisée « Lizé », est utilisée par l’armée française de 1919 à 1940. En 1938, le 507e régiment de chars de combat y a ses quartiers. Le colonel Charles de Gaulle commande alors l’unité de chars sous les ordres du général Charles Delestraint. En juin 1940, l’armée allemande réinvestit les lieux. En novembre 1944, l’armée française reprend ses quartiers dans la caserne qui retrouve le nom de « Lizé ».
Le quartier était occupé par le 4e régiment de hussards. En 2011, celui-ci devient le groupement de soutien de la base de défense de Metz et se regroupe au sein des quartiers Colin et Raffenel voisins. Le quartier Lizé est définitivement abandonné en 2014. Un projet d’écoquartier comportant 755 logements, des commerces, une crèche et une médiathèque voit alors le jour. Les premiers logements sont livrés en 2023.